# Salomon Malhangu
Salomon Kalushi Malhangu (10 juillet 1956 - 6 avril 1979)  était un militant politique sud-africain membre de l'ANC. Il a été pendu le 6 avril 1979 après avoir été condamné pour meurtre par la justice sud-africaine.

## Biographie
Le 16 juin 1976, l'étudiant Salomon Malhangu participe aux émeutes de Soweto pour protester contre l'imposition de l'afrikaans comme langue obligatoire d'enseignement. 
La répression qui suit l'émeute conduit ce jeune étudiant de 19 ans à rejoindre les mouvements noirs en lutte contre le régime d'apartheid. 
Il quitte l'Afrique du Sud clandestinement pour suivre un entrainement de soldat dans les rangs d'Umkhonto we Sizwe (MK)- la lance de la Nation -  la branche armée du Congrès national africain (ANC). 
Solomon Mahlangu revint en Afrique du Sud en 1977 avec pour mission d'encourager des révoltes lors des commémorations des émeutes de Soweto. 
Il ne mènera jamais à bien sa mission car interpellé par la police à Johannesbourg avec ses deux complices, il tente de s'échapper et, selon la justice sud-africaine, tue deux passants blancs au cours des échanges de coup de feu. 
Il est finalement arrêté avec l'un de ses complices alors que l'autre parvint à s'échapper. 
C'est Solomon Mahlangu qui est accusé du meurtre des deux passants, qui est reconnu coupable et condamné à mort par pendaison le 2 mars 1977. 
Il accueillit l'énoncé du verdict par un cri de rage "Amandla !" - ce qui signifie "Pouvoir". 
Une campagne internationale tenta de faire commuer la sentence et de faire appliquer le traitement des prisonniers de guerre de la Convention de Genève à tous les combattants pour la liberté en Afrique du Sud, quelles que soient leurs actions. Le gouvernement sud-africain ne céda pas et le 6 avril 1979, Solomon Mahlangu, âgé de 22 ans, fut pendu.

## Culture
Cinéma
Il est interprété par Thabo Rametsi, dans le film Kalushi: The Story of Solomon Mahlangu (en) (2016) de Mandla Dube.